# スノースピーダー

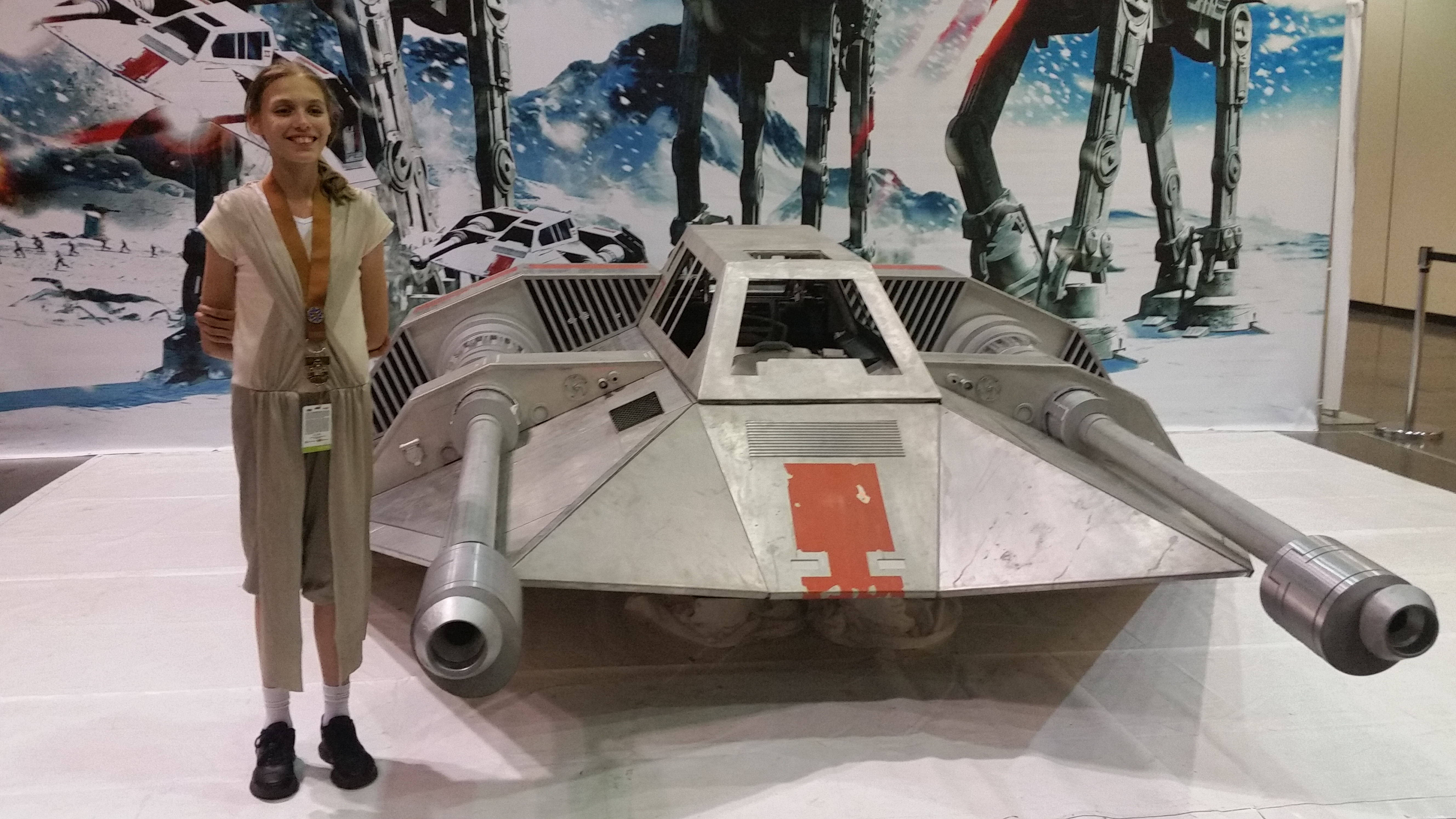
スター・ウォーズ セレブレーション2017で展示されたスノースピーダー

スノースピーダー（Snowspeeder）は、映画『スター・ウォーズ エピソード5/帝国の逆襲』に登場する架空の航空機。物語の主人公であるルーク・スカイウォーカーが搭乗した。

## 諸元
- 全長：5.3メートル
- 最高時速：1,100キロメートル
- 乗員：2名

## 概要
正式名称は「インコム社製T-47　エアースピーダー」。このスノースピーダーは、元々民生用のエアースピーダーを戦力とするべく、反乱軍が独自に兵装と寒冷地対策とを施した改造機である。
Xウイング等の宇宙戦闘機とは違い、使用は地上のみに限られている。ホスの戦いでは反乱同盟軍のローグ中隊が本機を使用して戦闘に参加している。
二人乗りでパイロットは前向きに、砲手は後ろ向きに搭乗する。連動式のブラスターキャノンを2基、トゥ･ケーブルの発射可能なハープーン・ガン（銛撃ち砲）を1基搭載している。また防御用としては、度重なる戦闘での酷使により廃機となったYウイングから取り外した装甲板を流用しており、元々頑丈さに定評のあった機体を更に頑強にしている。このサイズのスピーダーでも搭載可能なエネルギーシールド発生装置はあったのだが、装置自体の価格と小型ジェネレータのエネルギー分配、及び重量増、整備性悪化等の観点から見送られており、機動性と強靱な装甲で敵の砲火に耐えるコンセプトとなった。時速900キロメートルの高速度でも減速せずに旋回ができるため、敵に捕捉されにくく、極めて生存率の高い地上用戦闘機となっている。戦闘機と補給物資の慢性的な不足に悩む反乱同盟軍では、この様に民間機を戦闘用に改造する事例が数多くあったとされる。

## 作中の活躍
戦闘力を得て超小型の地上用軽戦闘機となったエアースピーダーは、パトロール、偵察活動から小規模な攻撃任務、またケーブルを使った物資の輸送等、戦闘から貨物作業にと多岐にわたって活躍し、インコム社製らしい素直な操縦性と改造機にもかかわらず良好な整備性から同盟軍パイロット、整備員達に大いに歓迎された。だがヤヴィンの基地を失った反乱同盟軍の事情は一変する。落ち延びた氷の惑星ホスは想像を絶する極寒の地であった。その冷気は全てのメカニックの正常な稼動を許さず、同盟軍は手持ちの機体の寒冷地対策に追われることとなる。エアースピーダーも本来排熱のために設けられた機体後部のラジエーターを逆に熱を逃がさないように改造する必要があった。寒冷地用バリエーション、スノースピーダーの誕生である。同盟軍ではこの改造にかなり手間取り、隕石調査の途中遭難したルーク・スカイウォーカーの捜索に未だ整備中であったスピーダーは使えず、ハン・ソロをはじめとする捜索隊は、凍死の危険を覚悟で原住生物トーントーンで捜索するしかなかった。しかし夜を徹したこの改造は成功し、翌朝捜索に飛び立ったローグ中隊のスノースピーダーは、消息を絶っていた同盟軍の英雄2人を無事発見する活躍を見せた。
しかしホスのエコー基地も帝国軍に発見されたと見ると、同盟軍はホスからの撤退と侵攻してくる帝国軍の迎撃準備に入る。輸送船の数が限られているため、全ての物資を撤収させる事はできない同盟軍は、宇宙空間では使えないスノースピーダーを主戦力として脱出の時間を稼ぎ、戦闘後は兵員とパイロットのみを救助する予定であった。
間もなく、マクシミリアン・ヴィアーズ将軍率いる帝国軍地上部隊が降下し、ホスの戦いが始まった。進攻してくる帝国軍のAT-ATに対し、歩兵部隊が塹壕戦で反撃する上空をローグ中隊のスノースピーダーが出撃し、AT-ATに攻撃を仕掛けた。
だが、地上の重砲ですら跳ね返すAT-ATの頑丈な装甲に、スノースピーダーのブラスターキャノンは全く歯が立たず、逆にAT-ATの強力な対空砲火にスノースピーダーの装甲は耐える事ができなかった。すぐに戦況を理解したローグ・リーダーのルークは、デルタフォーメーションアタック戦法と、スピーダーのトゥ･ケーブルでAT-ATの脚部を包囲して敵の進攻を止める指示を出すが、1機、また1機とスピーダーは濃密な対空砲火の餌食となっていく。ルーク機も被弾し、後部座席で砲手を務めるダク・ラルターが戦死するという損害を受ける。だがついに、ウェッジ・アンティリーズの機体がAT-AT足元への接近に成功する。すかさずケーブルを発射して脚部を絡めとり、1機のAT-ATを前のめりに転倒させた。これを見た同盟軍歩兵部隊も反撃に移り、一斉突撃を敢行、一時的にではあるが帝国軍を押し返す活躍を見せた。
しかし、数に勝る帝国軍の猛攻は止まらず、ルーク機は被弾墜落、遂に基地内に帝国軍地上部隊が突入を開始した。防戦の限界と見たレイア・オーガナは全軍撤退の命令を下す。ローグ中隊は味方の撤退を援護するため絶望的な反撃を繰り返し、多くの犠牲者を出した。結局彼らの奮戦も空しく基地は陥落し、ここにホスの戦いは終結した。無事な機体はローグ中隊の集合地点に結集し各個に輸送船で脱出、戦闘に使用されたスノースピーダーの大多数はここで遺棄された。
なお、ハン・ソロは脱出直前までミレニアム・ファルコン号の整備（実質は修理であった）に追われていたためにスピーダーでの攻撃作戦には参加していないが、彼の運び屋仲間でたまたまホスに立ち寄っていたダッシュ・レンダーが、ローグ中隊の応援として当機に乗り込み戦闘に参加、無事生還している。